# Mesaptilotus disjunctus
Mesaptilotus disjunctus är en tvåvingeart som beskrevs av Richards 1965. Mesaptilotus disjunctus ingår i släktet Mesaptilotus och familjen hoppflugor.
Artens utbredningsområde är Tanzania. Inga underarter finns listade i Catalogue of Life.